# Cavernularia mirifica
Cavernularia mirifica är en korallart som beskrevs av Tixier-Durivault 1963. Cavernularia mirifica ingår i släktet Cavernularia och familjen Veretillidae. Inga underarter finns listade i Catalogue of Life.